# Wortelvliegen
Wortelvliegen (Psilidae) zijn een familie uit de orde van de tweevleugeligen (Diptera), onderorde vliegen (Brachycera). Wereldwijd omvat deze familie zo'n 13 genera en 322 soorten.

## In Nederland voorkomende soorten
- Genus: Chamaepsila
  - Chamaepsila atra
  - Chamaepsila gracilis
  - Chamaepsila limbatella
  - Chamaepsila nigra
  - Chamaepsila nigricornis
  - Chamaepsila obscuritarsis
  - Chamaepsila pallida
  - Chamaepsila pectoralis
  - Chamaepsila persimilis
  - Chamaepsila rosae - (Wortelvlieg)
- Genus: Chyliza
  - Chyliza annulipes - (Boomwondwortelvlieg)
  - Chyliza extenuata - (Bremraapwortelvlieg)
  - Chyliza leptogaster - (Galwortelvlieg)
  - Chyliza nova
  - Chyliza vittata - (Orchideewortelvlieg)
- Genus: Loxocera
  - Loxocera albiseta - (Ruswortelvlieg)
  - Loxocera aristata
  - Loxocera fulviventris
  - Loxocera hoffmannseggi
  - Loxocera sylvatica
- Genus: Psila
  - Psila fimetaria
  - Psila merdaria